# Хаккяри (ил)
Хаккяри (Хакяри) (тур. Hakkâri, курд. Hekarî, Colemêrg) — ил на юго-востоке Турции с моноэтническим (ок. 97 %) курдским населением. Один из самых сепаратистских регионов в стране. 

## География
На востоке ил Хаккяри граничит с иранской провинцией Западный Азербайджан, на юге — с автономным регионом Курдистан.
Ил Хаккяри граничит также с илами Ван на севере и Ширнак на западе.
Провинция имеет территорию 7 729 км² и лежит на высоте 1700 м над уровнем моря. Хаккяри — горная, глухая местность. Более тридцати вершин имеют высоту свыше 3000 м. Самая высокая вершина Джило (4168 м). 10 % территории занимают горные плато, самые известные: Кандыл, Шандыл, Бершелан, Канымехан.

## История
Хаккяри заселён с древних времён. Об этом свидетельствуют наскальные рисунки, время возникновения которых не выяснено. До нашей эры эта территория была в составе Митанни, Урарту, армянского Айраратского царства и Великой Армении. В течение истории регион много раз переходил из рук в руки. Со второй половины IX века до первой половины XI века входил в состав восстановившего свою независимость Армянского царства.

### Древний мир
- около 850—585: Урарту
- 585 —550: Мидия
- 550—331: Персия
- 331—323: Македонская империя
- 323—200: Армения
- 200—190: Государство Селевкидов
- 190 — 428 год н. э.: Великая Армения

### Средневековье
- 428—638: Персия
- 638—885: Халифат
- 885—1021: Армения
- 1021—1054: Византия
- 1054: Сельджуки
- 1142: Имад ад-Дин Занги
- 1343: Кара-Коюнлу
- 1360: 1-е княжество Хаккяри
- 1386: монголы
- 1405: 2-е княжество Хаккяри

### Новое время
- 1534: османы
- 1843: курды[1]
- 1846: османы[2]
- 1855: восстание Иззреддина Шера
- 1914: русские, в союзе с ассирийцами
- 1918: Турция
- 1924: восстание ассирийцев
- Ил создан в 1936 году из южной части территории ила Ван.

## Население
В 2009 году население провинции составляло 236 581 жителей. Абсолютное большинство населения — курды, есть также очень малочисленные ассирийцы и криптоармяне.
В 1915 году турками был разгромлен Патриарший кафедральный собор Мар-Шалита в Кочанисе. С тех пор он неуклонно разрушается. В 1920-е гг. Кочанис был заселён курдами, которые выстроили мост из ассирийских надгробий. В 1960 г. древний Кочанис был переименован турецкими властями в Конак. В 1996 г. - в ходе эскалации конфликта между турками и оджалановской РПК — местные курды были депортированы. С той поры пусты и безлюдны окрестные горы... По состоянию на 2007 год и пол, и потолок храма Мар-Шалита исчезли, но ещё держалась крепкая каменная кладка. В 2012 году Мар-Шалита стала вдруг мишенью для турецких кладоискателей. В жажде найти ассирийские драгоценности двуногие кроты начали буровые работы как внутри церкви, так и на прилегающей к ней территории!.
Крупнейший город ила — одноименный Хаккяри (58 тыс. жителей в 2000 году).

## Ассирийские поселения до геноцида 1915 года[5]
- Альсан (Alsan[6])
- Анхар (Anhar)
- Ашита (Asheetha)
- Баз (Baz) (ܒܙ[7])
- Банимату (Banimatu)
- Баширга (Bashirga)
- Бет-Диве (Bet Diwe)
- Биньямата (Binyamata)
- Бираул (Biraul)
- Бьялта (Byalta)
- Верхний Тиари[8] (Upper Tyari)
- Гавар (Gawar) (ܓܒܼܪ[9])
- Гагавран (Gagawran)
- Дарава (Darawa)
- Дарьян (Dariyan)
- Дерайи (De Rayi)
- Дерибенд (Deri Bend)
- Джулу (Jilu) (ܓܝܠܘ[9])
- Диза (Diza)
- Заранак (Zaranak)
- Зауита (Zawita)
- Кармил (Karmil)
- Келайта (Kelaita)
- Кирдивар (Kirdiwar)
- Кирзалан (Kirzallan)
- Кочанис (Qochanis) (ܩܘܟܢܣ[7])
- Лакина (Lakina)
- Левин (Lewin)
- Лизен (Lizen)
- Манунан (Mannunan)
- Мар-Ышу (Mar Isho)
- Мерди (Merdi)
- Миньяниш (Minianish)
- Нахра (Nahra)
- Нери (Neri)
- Нижний Тиари[10] (Lower Tyari)
- Ноджия (Nochiya)
- Ромта (Romta)
- Сара & Тимар (Sara & Timar)
- Сулбаг (Sulbag)
- Тал (Tal)
- Тис (Tis)
- Тхума (Tkhuma) (ܬܚܘܡܐ[7])
- Халана (Halana)
- Шабатан (Shabatan)
- Шуаута (Shwawoota)
- Эйнд-Кандил (Ein D’Kandil)
- Юмара & Юмаран (Youmara & Youmaran)

## Административное деление
Ил Хаккяри разделён на 4 района:
1. Чукурджа (Çukurca)
2. Хаккяри (Hakkâri)
3. Шемдинли (Şemdinli)
4. Юксекова (Yüksekova)

## Достопримечательности
- крепости Дирхелер, Хаккари (Хаккяри), Бай и Дез.
- руины города Хырвата.
- медресе Мейдан и Меликэсат.
- гора Джило (4168 м).
- настенные рисунки в местечках Геварук, Пештазаре и Тришин.
- долина Зап.